# USS Langley (1913)
De USS Langley (CV-1) en (AV-3), was het eerste vliegdekschip en vliegtuigmoederschip van de Verenigde Staten, de United States Navy en de wereld. Het werd in 1922 uit een twee jaar oud marine-kolentransportschip, de USS Jupiter (AC-3), verbouwd tot een vliegkampschip en herdoopt tot USS Langley (CV-1). Op 27 februari 1942 werd de USS Langley onderweg naar Java zo zwaar beschadigd door een Japanse luchtaanval dat de begeleidende torpedobootjagers hem zelf tot zinken brachten.

## Geschiedenis
Het schip was oorspronkelijk niet als vliegtuigmoederschip gebouwd, maar als marine-kolentransportschip USS Jupiter dat in 1920 op de Norfolk Naval Shipyard verbouwd werd en in 1922 als vliegkampschip weer in dienst gesteld. Op 11 april 1920 werd de naam veranderd van Jupiter naar Langley naar de Amerikaanse astronoom en psychiater Samuel Pierpont Langley. De USS Langley kreeg door zijn rechtlijnige zijaanzicht bij de matrozen, de spotnaam Covered Wagon (huifkar).
Op 17 oktober 1922 voerde luitenant-vlieger Virgil C. Griffin met een dubbeldekker Vought VE-7 de eerste start en landing uit, op het dek van een US-vliegtuigmoederschip. In oktober en november 1922 stegen van de USS Langley de eerste vliegtuigen op voor testoperaties in het Caraïbisch luchtruim. Daarna voer het schip naar de Stille Oceaan.
In 1924 ontwikkelden de marinepiloten, onder leiding van kapitein-ter-zee-vlieger Joseph M. Reeves, start- en landingstechnieken. Voor het eerst werd er een remhaak achter het vliegtuig aangebracht om de remkabel op het vliegdek te grijpen tijdens de deklanding. Ook werd er voor de eerste keer een vangnet gespannen om te voorkomen dat een landend vliegtuig te ver doorschoot.
In de latere jaren twintig stelde de Amerikaanse marine grotere en snellere vliegdekschepen in dienst.
De USS Langley bleef slechts tot 1936 als vliegtuigmoederschip in dienst. Daarna werd het op de Mare Island Navy Yard tot vliegtuiggeleidingschip voor watervliegtuigen verbouwd. Het nieuwe classificatienummer luidde AV-3. De goed getrainde maar uitbestede piloten van het vliegdekschip werden op de Lexington en Saratoga overgeplaatst.
De verbouw tot vliegkampschip had als doel voor de Verenigde Staten de bouw van modernere vliegdekschepen, zoals de USS Lexington, USS Saratoga, Yorktown, en opvolgers zoals de USS Wasp (CV-7) mogelijk te maken. De USS Wasp (CV-7) zou de normen van het Verdrag van Washington niet overschrijden.
Op 26 februari 1937 eindigde de taak van USS Langley als vliegdekschip en begin april werd de USS Langley bij de Aircraft Scouting Force ingedeeld. Het voormalige eerste vliegdekschip pendelde tussen Seattle, Sitka, Pearl Harbor en San Diego.
Na een overtocht naar de Atlantische Oceaan in 1939 kwam het in het begin van de Pacific-oorlog, als vliegtuigmoederschip van de Pacific-vloot voor Cavite op de Filipijnen voor anker. De Pacific-oorlog was al in wezen al begonnen tussen China en Japan, dat Mantsjoerije al bezet had in de Tweede Chinees-Japanse Oorlog. Onder andere in Shanghai en Nanjing hadden de Japanners slachtingen en vernederingen aangericht onder de Chinese bevolking.
Na de transportreis naar Balikpapan, Borneo en Darwin, in december 1941, ondersteunde de USS Langley de Australische luchtmacht, midden januari 1942, bij patrouilles om onderzeeboten op te sporen voor de kust van Darwin.

## Ondergang

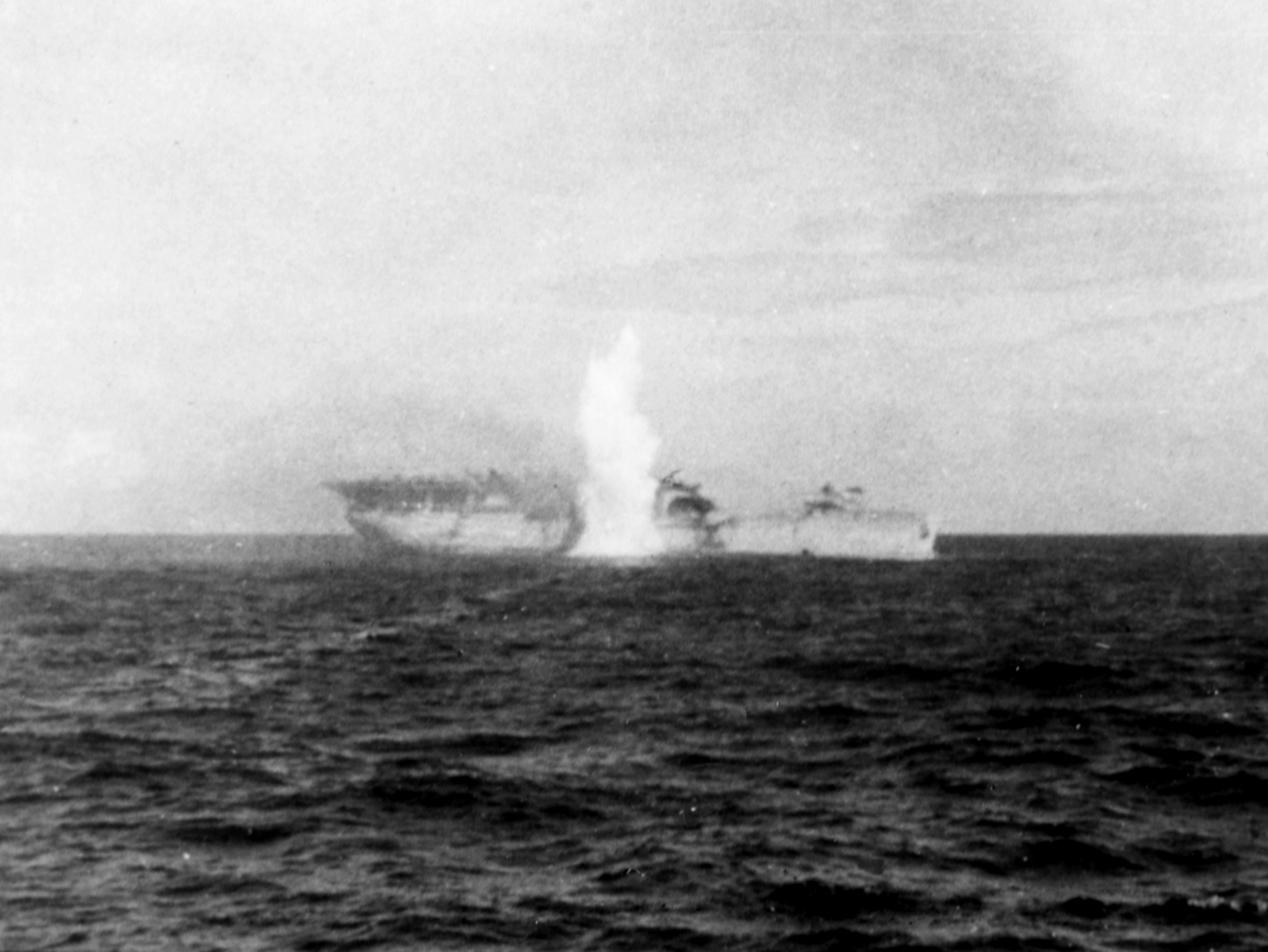
USS Whipple brengt de verlaten USS Langley (CV-1) tot zinken met een torpedo.

Op 22 februari 1942 verliet de USS Langley de Australische haven Fremantle, in opdracht van ABDACOM naar Tjilatjap op Java, om de bedreigde geallieerde eenheden met 32 Curtiss P-40-vliegtuigen te versterken.
Kort voor het doel van de bevoorradingsreis werden de USS Langley en escorteschepen op 27 februari 1942 aangevallen door 16 Japanse Mitsubishi G4M bommenwerpers begeleid door 15 Mitsubishi A6M Zero jachtvliegtuigen.
De USS Langley kon de bommen van de eerste twee aanvalsgolven ontwijken.
Na de derde aanvalsgolf werd de USS Langley vijfmaal zwaar getroffen. Dit kostte 16 opvarenden het leven.
Op dit moment werd ook de gecombineerde geallieerde vloot van schout-bij-nacht Karel Doorman in de Javazee bijna geheel vernietigd door de Japanse invasievloot. Deze Slag in de Javazee duurde tot de volgende dag, 28 februari.
Ondertussen brandde de USS Langley zo hevig dat de begeleidende torpedobootjagers USS Whipple en USS Edsall haar tot zinken brachten met torpedo's. De overlevenden werden door de escortejagers aan boord genomen.

## Kort overzicht
- 17 oktober 1922: Eerste start- en landingsvlucht op een vliegdek met een dubbeldeksvliegtuig, een Vought VE-7, door luitenant-vlieger Virgil C. Griffin.
- Januari 1923: Aanvang van de eerste regelmatige vliegoperaties in de Atlantische Oceaan.
- November 1924: Wisselend tussen de Westkust en Hawaï. Overname van scholingsopgaven, pilotentrainingen en vliegtuigpraktijklessen, onder leiding van kapitein-vlieger Joseph M. Reeves.
- Oktober 1936: Verbouw tot vliegdekschip-watervliegtuigmoederschip (AV-3) en verblijf in de Stille Oceaan.
- Begin april 1937: In gebruik genomen voor de Aircraft Scouting Force.
- Februari tot juli 1939: Deelname bij de Atlantische Vloot.
- September 1939: Als vliegtuigtransportschip in de westelijke Stille Oceaan.
- 1942: Naar Australische en Indonesische wateren.
- 27 februari 1942: 5 Japanse vliegtuigbomtreffers en 16 doden.

### Zie alsook
- Lijst van schepen van de United States Navy (L)